# Liphanthus breviceps
Liphanthus breviceps là một loài Hymenoptera trong họ Andrenidae. Loài này được Friese mô tả khoa học năm 1916.